# Ericolophium alpiginae
Ericolophium alpiginae är en insektsart. Ericolophium alpiginae ingår i släktet Ericolophium och familjen långrörsbladlöss. Inga underarter finns listade i Catalogue of Life.